# Viola luganensis
Viola luganensis är en violväxtart som beskrevs av Wilhelm Becker. Viola luganensis ingår i släktet violer, och familjen violväxter. Inga underarter finns listade i Catalogue of Life.